# Maria Antezza
Maria Antezza (Matera, 10 novembre 1965) è una politica italiana.

## Biografia
Nata a Matera nel 1965, ha conseguito il diploma di Ragioniere e Perito commerciale e si è iscritta alla Facoltà di Scienze della Formazione Primaria.
Fin da giovane è stata attiva politicamente nel PSI. Viene eletta nel consiglio regionale della Basilicata con la Federazione Laburista nel 1995, è stata fino al 2000 presidente della Commissione Assetto del Territorio e Trasporti e componente della Commissione Bilancio e Programmazione, Attività Produttive, Territorio e Ambiente e del Comitato di indirizzo dell’ARPAB. Rieletta consigliera regionale nel 2000 con i DS, dal 2002 al 2005 è stata vice-presidente del consiglio regionale. Viene confermata in consiglio regionale anche nel 2005 nella lista Uniti nell'Ulivo: dal 2006 al 2008 è stata presidente del Consiglio Regionale e componente della Conferenza Nazionale delle Assemblee Legislative Regionali.
Dopo la caduta del secondo governo Prodi nel 2008 viene candidata alle elezioni politiche di quell'anno al Senato della Repubblica, tra le liste del Partito Democratico (PD) nella circoscrizione Basilicata, dove viene eletta per la prima volta senatrice. Nella XVI legislatura della Repubblica è componente della 9ª Commissione Agricoltura e produzione agroalimentare e della Commissione parlamentare per le questioni regionali.
Alle elezioni politiche del 2013 viene candidata alla Camera dei deputati, tra le liste del PD nella circoscrizione Basilicata, dove viene eletta per la prima volta alla Camera. Nella XVII legislatura è componente della 13ª Commissione Agricoltura. Nel 2018 termina il proprio mandato parlamentare.
Nell'autunno 2019 lascia il PD e aderisce a Italia Viva, partito fondato da Matteo Renzi di stampo liberale e centrista.

## Procedimenti giudiziari
Nel 2011 è stata condannata dalla Corte dei conti della Basilicata alla restituzione della indennità percepita nell'anno 2008 per il doppio incarico incompatibile, insieme ai parlamentari Cosimo Latronico, Egidio Digilio e Carlo Chiurazzi, i quali dopo la loro elezione in Parlamento, continuarono a percepire per due mesi l'indennità di consiglieri regionali.